# Matúš Kira
Matúš Kira (sinh 10 tháng 10 năm 1994), là một cầu thủ bóng đá Slovakia thi đấu cho MFK Zemplín Michalovce ở vị trí thủ môn.
Kira giành chức vô địch DOXXbet liga 2014–15 cùng với MFK Zemplín Michalovce.

## Sự nghiệp câu lạc bộ
Kira sinh ra ở Košice ở Slovakia. Anh ra mắt tại Fortuna Liga cho MFK Zemplín Michalovce trước FK AS Trenčín ngày 18 tháng 7 năm 2015.